# Denis de Sainte-Marthe
Denis de Sainte-Marthe (Paris, le 24 mai 1650 – ibidem, le 30 mars 1725) est un moine bénédictin français, théologien et historien, qui fut supérieur général de la congrégation de Saint-Maur.

## Biographie
Dernier des enfants de François de Sainte-Marthe, seigneur de Chant d'Oiseau, et de Marie Camus, il appartenait à une famille originaire du Poitou et féconde en érudits et en humanistes : ses grands-oncles Scévole et Louis de Sainte-Marthe avaient été chroniqueurs officiels de France, et tous les deux, comme les enfants de leur ainé, Pierre, Abel et Nicolas-Charles, avaient rédigé les premières éditions de la Gallia Christiana ; la famille était connue familièrement comme les Samarthani.
Il fit ses études au collège de Pontlevoy sous la férule des religieux de la Congrégation de Saint-Maur et y gagna la réputation d'élève modèle par son application à l'étude, puis il entra comme novice à l'abbaye de Saint-Melaine de Rennes en 1668. Au cours des années suivantes il fut professeur de philosophie et de théologie aux abbayes de Saint-Rémi à Reims, Saint-Germain-des-Prés et Saint-Denis à Paris ; en même temps il rédigeait et publiait quelques ouvrages de théologie contre les thèses calvinistes et protestantes qui se répandaient alors à travers la France et les Pays-Bas,,.
En 1690, le chapitre général de la congrégation le nomma prieur de l'abbaye de Saint-Julien de Tours. Il y joua un rôle de premier plan dans le conflit qui opposait l'ordre à l'abbé de la Trappe Armand de Rancé, ce dernier se montrait assez critique quant aux méthodes d'étude que les Bénédictins maintenaient dans leurs monastères, et pour les défendre Saint-Marthe fit imprimer en 1692 une réplique qui, si elle lui valut l'approbation retentissante de ses frères dans l'Ordre, souleva d'un autre côté l'indignation des partisans de l'abbé, en particulier la duchesse d'Alençon, Élisabeth d'Orléans, et de Bossuet. L'année suivante, Sainte-Marthe revint à la charge avec un nouveau livre sur le même sujet, qui fut publié sans le consentement de l'assemblée, ce qui incita le chapitre à lui enlever le poste de prieur et à l'envoyer à Saint Germain-des-Prés, où on le chargea de la volumineuse bibliothèque de l'abbaye. C'est pendant qu'il y séjournait qu'il écrivit la vie de Cassiodore, chancelier du roi Théodoric au VIe siècle.
Un an plus tard, il fut rétabli dans ses fonctions et envoyé à Rouen pour administrer l'abbaye Notre-Dame-de-Bonne-Nouvelle, où il passa cinq années. Là encore il fut rattrapé par la polémique quand les jésuites eurent accusé la réédition des œuvres de saint Augustin, que le mauriste Thomas Blampin venait de publier, de soutenir des positions proches du jansénisme, cet épisode donna naissance à de brèves brochures, que Sainte-Marthe écrivit pour défendre son orthodoxie. C’est à cette époque qu'avec l'aide de son ancien professeur de théologie, Guillaume Bessin, il publia la vie de saint Grégoire le Grand ; à l'occasion de sa réédition, trois ans plus tard, il demanda au pape Clément XI d'être relevé de la dignité abbatiale afin de poursuivre ses études avec une plus grande liberté et moins de distractions, mais sa requête ne fut pas agréée. En 1699, il fut transféré au même poste à Saint-Ouen où il passa six autres années.
La reconnaissance des mérites de ses travaux littéraires fit que le chapitre général qui se tint en 1705 le transféra à Paris afin qu'il pût se consacrer à ses études avec davantage de facilités, assumant successivement au cours des triennats suivants, la charge de prieur des Blancs-Manteaux, de Saint-Denis, de Saint-Germain-des-Prés et à nouveau de Saint Denis, et à partir de 1708 celui de vice-supérieur général de la congrégation. En 1710, il fut chargé d'élaborer ce qui devait être son œuvre la plus célèbre  : à la demande du cardinal de Noailles, l'Assemblée du clergé de France le dota de quatre millions de livres pour entreprendre la rédaction d'une nouvelle édition de la Gallia Christiana, une encyclopédie de l'histoire ecclésiastique de tous les diocèses de France que les membres de sa famille avaient publiée 55 années plus tôt. Avec une nouvelle conception, plus étendue et mieux documentée, en utilisant les recompilations laissées par Claude Estiennot et avec l'aide de plusieurs collègues, parmi lesquels Étienne du Laura, Claude Bohier, Edmond Martène, Ursin Durand, Barthélemy de la Croix, Félix Hodin, Jean Thiroux ou Benoit de Clou, il fit paraitre en 1715 le premier volume, qui comprenait les diocèses d'Albi, Aix, Arles, Avignon et Auch ; en 1720, il termina le deuxième sur Bourges et Bordeaux, en même temps qu'il fut nommé Président de l'Assemblée du clergé et supérieur général de la congrégation de Saint-Maur ; cinq ans plus tard, il publiait le troisième volume, qui traitait des sièges de Cambrai, Cologne et Embrun. Il mourut la même année et son travail fut continué par ses collègues de la congrégation.